# Cumberland City (Tennessee)
Cumberland City es un pueblo ubicado en el condado de Stewart en el estado estadounidense de Tennessee. En el Censo de 2010 tenía una población de 311 habitantes y una densidad poblacional de 22,61 personas por km².

## Geografía
Cumberland City se encuentra ubicado en las coordenadas 36°22′48″N 87°38′24″O / 36.38000, -87.64000. Según la Oficina del Censo de los Estados Unidos, Cumberland City tiene una superficie total de 13.76 km², de la cual 12.8 km² corresponden a tierra firme y (6.95%) 0.96 km² es agua.

## Demografía
Según el censo de 2010, había 311 personas residiendo en Cumberland City. La densidad de población era de 22,61 hab./km². De los 311 habitantes, Cumberland City estaba compuesto por el 87.14% blancos, el 10.29% eran afroamericanos, el 0.32% eran amerindios, el 0.96% eran asiáticos, el 0% eran isleños del Pacífico, el 0% eran de otras razas y el 1.29% pertenecían a dos o más razas. Del total de la población el 0.32% eran hispanos o latinos de cualquier raza.